# Letzter Abend
Letzter Abend (internationaler englischsprachiger Titel One Last Evening) ist eine Tragikomödie von Lukas Nathrath. In dem Film veranstaltet ein junges Paar, gespielt von Sebastian Jakob Doppelbauer und Pauline Werner vor einem geplanten Umzug nach Berlin ein Abschiedsessen in ihrer Wohnung in Hannover. Der Film feierte im Januar 2023 beim Internationalen Film Festival Rotterdam seine Premiere und startete am 24. August 2023 in den deutschen Kinos.

## Handlung
Ein junges Paar will von Hannover nach Berlin ziehen. Sie hoffen nach dem Lockdown während der Coronavirus-Pandemie dort auf etwas Besseres. Clemens, der als freiberuflicher Musiker arbeitet, und Lisa, die an der Charité in Berlin als Ärztin einen neuen Job gefunden hat, veranstalten ein Abschiedsessen in der schon fast leer geräumten Wohnung.
Es soll ein schöner letzter Abend in vertrauter Umgebung werden, doch gute alte Freunde sagen kurzfristig ab oder erscheinen viel zu spät. Dafür tauchen jedoch auf einmal immer mehr uneingeladene Gäste auf. Der schon zuvor schief hängende Haussegen gerät so noch mehr in Schräglage und das Paar beginnt über die neuen Gäste unterschwellige Beziehungskonflikte auszutragen.

## Produktion

### Regie und Drehbuch
Regie führte Lukas Nathrath, der gemeinsam mit Sebastian Jakob Doppelbauer auch das Drehbuch schrieb. Es handelt sich nach den Kurzfilmen Mit im Bund, an dem Doppelbauer ebenfalls beteiligt war, und Kippa um Nathraths ersten Langfilm, bei dem er Regie führte. Zu den Filmen, die sie inspiriert haben, zählt Nathrath Der Wald vor lauter Bäumen von Maren Ade, Oh Boy von Jan-Ole Gerster, Eine Frau unter Einfluß von John Cassavetes und Ehemänner und Ehefrauen von Woody Allen.

### Besetzung

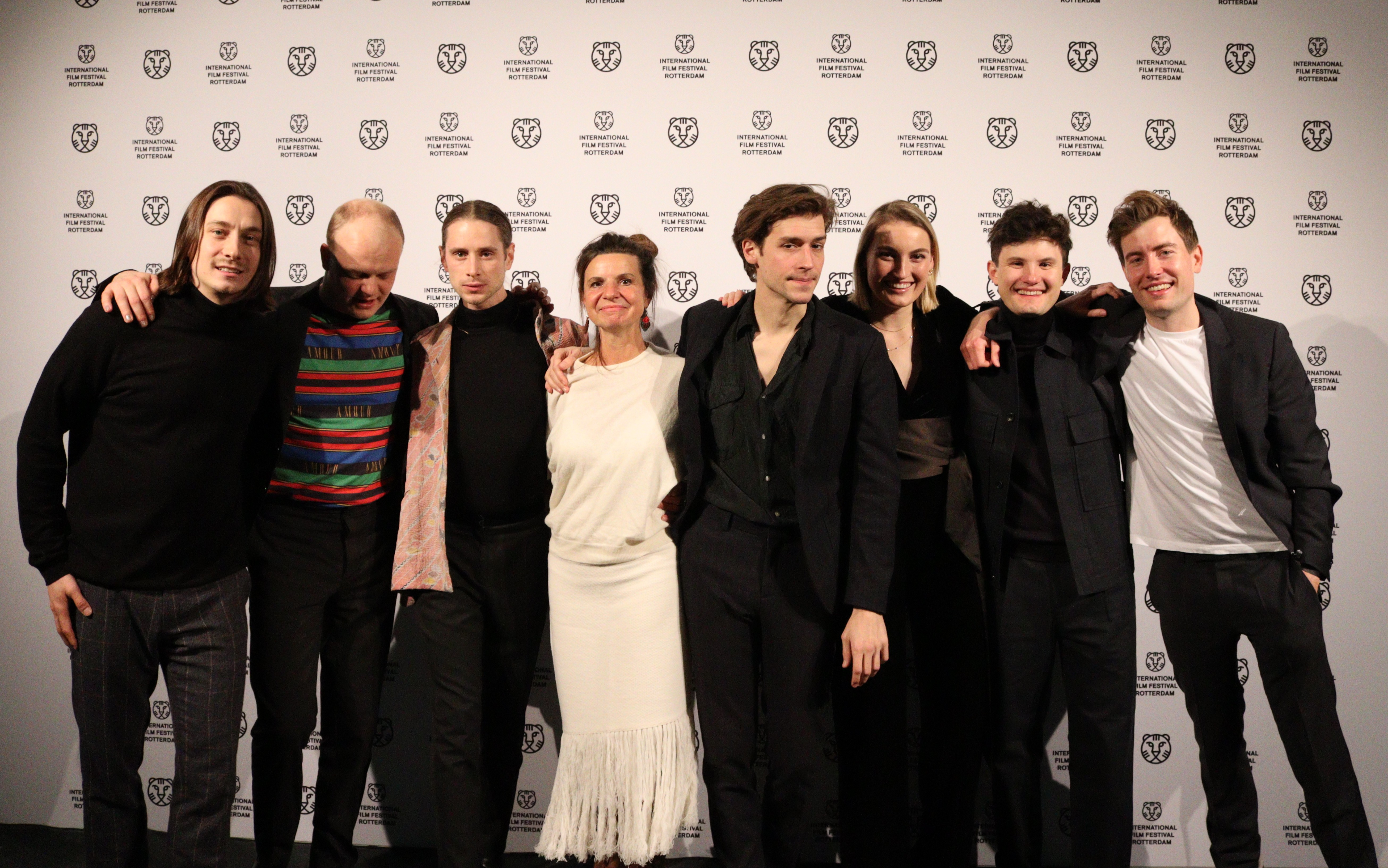
Die Besetzung bei der Vorstellung des Films im Januar 2023 beim International Film Festival Rotterdam

Doppelbauer ist im Film auch in der Hauptrolle als Clemens zu sehen. Pauline Werner spielt seine Freundin Lisa. Susanne Dorothea Schneider spielt die ältere Nachbarin Katharina, die im Obergeschoss wohnt. Isabelle von Stauffenberg spielt die Rucksacktouristin Valerie. Valentin Richter spielt Lisas Bruder Aaron, Julius Forster ihren Kollegen Jan. Nikolai Gemel spielt Clemens’ österreichischen Schauspielerkollegen Marcel. In  weiteren Rollen sind Nils Rovira-Muñoz als Jesús, Amelle Schwerk als Nadja und Pascal Houdus als Bo zu sehen. Viele der beteiligten Schauspieler gehören dem Ensemble des Schauspiel Hannover an, zu dem auch Doppelbauer seit 2019 gehört.

### Filmförderung und Dreharbeiten
Gedreht wurde der Film über eine Woche während des Sommers 2020 zur Zeit des Coronavirus-Pandemie-bedingten Lockdowns in einer leerstehenden Wohnung in Hannover. Diese Bedingungen sind im Film auch durch das Tragen von Masken und Dingen wie das Desinfektionsmittel, das Lisas ständig benutzt, zu erkennen. Die Produktionskosten beliefen sich auf 4.000 Euro. Der Film erhielt von Nordmedia eine Nachwuchsförderung in Höhe von 15.000 Euro für die Postproduktion. Als Kameramann fungierte Philip Jestädt. Der Arbeitstitel war Schöner letzter Abend.

### Marketing und Veröffentlichung
Anfang August 2022 wurde der Film beim Locarno Film Festival einem Fachpublikum gezeigt. Dort gewann er in der First-Look-Sektion den Hauptpreis. Im Dezember 2022 sicherte sich Beta Cinema die Rechte am Film. Die Weltpremiere von Letzter Abend erfolgte am 26. Januar 2023 beim Internationalen Film Festival Rotterdam, wo er als einziger deutscher Beitrag in der Tiger Competition gezeigt wurde. Zu dieser Zeit wurde er auch beim Filmfestival Max Ophüls Preis vorgestellt. Dort erhielt Lukas Nathrath den Preis für die beste Regie. Kurz zuvor erfolgte die Veröffentlichung eines ersten Trailers. Im Juni 2023 wurde er beim Internationalen Filmfestival Shanghai gezeigt. Im August 2023 wurde er beim Melbourne International Film Festival aufgeführt. Der Kinostart in Deutschland erfolgte am 24. August 2023. Daraufhin folgten internationale Kinostarts unter anderem in den Niederlanden, Polen, Lettland und der Schweiz.

## Rezeption

### Kritiken
Patrick Wellinski von Deutschlandfunk Kultur bezeichnet Letzter Abend als „Das deutsche Filmdebüt des Jahres“. Regisseur Lukas Nathrath erzähle mit „viel Energie diesen Abend, mit einer unglaublichen Leichtigkeit, mit tollen Darstellern und Authentizität.“ Der Film sei „tragisch und lustig, präzise und energisch, von einem herausragenden Ensemble umgesetzt.“
Doris Kuhn befindet in der Süddeutschen Zeitung, Nathrath nehme „die Gegenwart aufs Korn“, er betrachte sie „ohne Erbarmen.“ Treffsicher dekonstruiere er seine Figuren, bis sie schließlich sagten, was sie wirklich denken. Der Film sei das Porträt einer Generation. Man merke den Akteuren an, mit welchem Spaß sie sich ins Zusammenspiel stürzen. Dies alles funktioniere auf der Leinwand „großartig“.
Frank Schirrmeister schreibt bei nd, in pointierten Dialogen entfalte sich in Letzter Abend ein Panorama aus Leidenschaften, verdrängten Beziehungskonflikten, unverhofften Geständnissen und überraschenden Wendungen, wobei die behandelten Konflikte der Lebenswirklichkeit der Generation der Millennials entnommen seien. Der Film erfinde das Genre der Tragikomödie nicht neu und müsse sich an Vorbildern wie Polanskis Der Gott des Gemetzels messen lassen, dies gelinge Letzter Abend jedoch mühelos, was an einem überzeugenden Drehbuch von Regisseur Lukas Nathrath und Sebastian Jakob Doppelbauer liege. Auch die Spielfreude des Ensembles übertrage sich auf die Leinwand und schließlich auch auf die Zuschauer. Auch wenn man bemängeln könnte, dass das Slapstickhafte mitunter störe, manche Figur überzeichnet und manche Wendung konstruiert wirke, verleihe die „Sorgfalt, mit der die Figuren in der intensiven Zusammenarbeit mit den Schauspielern entwickelt wurden“ und „der Naturalismus ihres Spiels“ dem Film seine innere Spannung.
Peter Osteried, Filmkorrespondent der Gilde deutscher Filmkunsttheater, erklärt in seiner Kritik, Nathrath gelinge es in seinem Film relativ mühelos zwischen kluger Komödie und durchaus treffender Tragödie zu wechseln. Er stelle das Leben als eine Abfolge von Freude und Traurigkeit dar, und das komprimiert auf einen einzelnen Abend. Vom Chaos der ersten Minuten und der giftigen Atmosphäre, die zwischen den beiden Protagonisten herrscht, bis zur satirischen Überhöhung dessen, was heute diskutiert wird, sei alles dabei, vom Gendern bis zur die Spannungslage, die zwischen Deutschen und Österreichern herrscht. Letzter Abend sei ein gelungener, kleiner Film, der von der Traurigkeit des Seins erzählt.
Simon Strauß bezeichnet den Film in der Frankfurter Allgemeinen Zeitung als „Geglückte Generationenarbeit“. Der Film zeige auf eindrucksvoll einfache Weise, wie einsam die Jugend heute sei. Es sei eine Geschichte von jugendlichem Zusammensein heute, „von dem, wie sich eine junge Generation trifft, wie sie sitzt, tanzt, trauert und schaut.“ Das Schauen interessiere den Regisseur Lukas Nathrath ganz besonders: Immer wieder fange er den Blick seines „phänomenalen Hauptdarstellers“ Sebastian Jakob Doppelbauer ein, dessen Figur in den anderen Gesichtern hoffnungsvoll nach Halt suche, aber immer wieder an ihrem abweisenden Schutzfilm aus Ironie, Aktivismus und Eitelkeit abgleite. Je korrekter unser Gewissen, desto unkorrekter sei unsere Einfühlungsgabe, führe Nathraths Debüt „auf einschneidende Weise“ vor. Die vom Hauptdarsteller geschriebene Hannover-Hymne besitze fast Qualitäten von Herbert Grönemeyers Bochum und sei „mitreißend“.

### Auszeichnungen
Festival Du Cinéma Allemand Paris 2023
- Auszeichnung mit dem Publikumspreis[27]

Filmfestival Max Ophüls Preis 2023

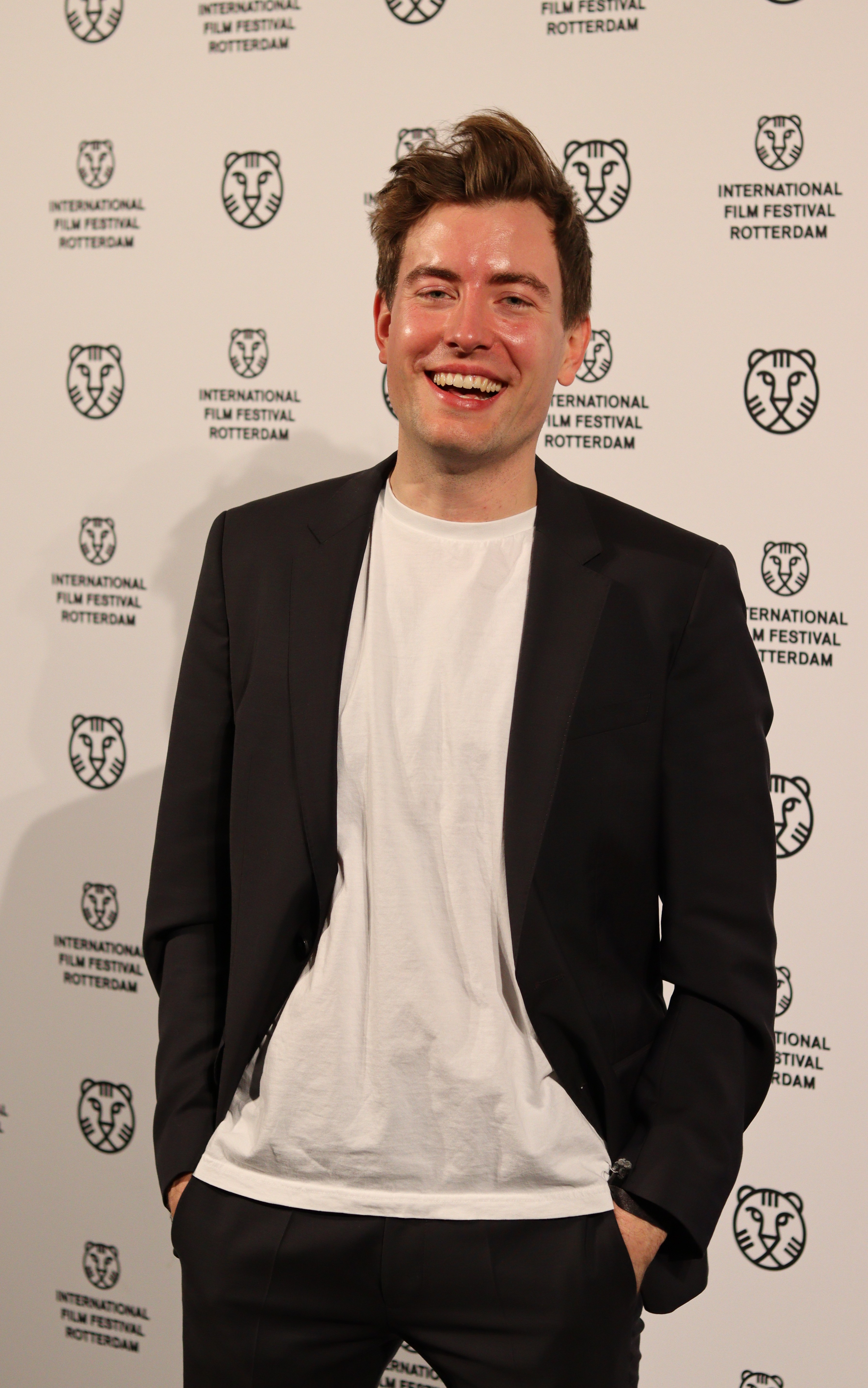
Regisseur Lukas Nathrath bei der Vorstellung des Films beim International Film Festival Rotterdam

- Auszeichnung für die Beste Regie (Lukas Nathrath)
- Nominierung als Bester Spielfilm (Lukas Nathrath)
- Nominierung als Bester Schauspielnachwuchs (Sebastian Jakob Doppelbauer)[14][28]

Festival Augenblick
- Auszeichnung der Fachjury als Bester Film[29]

Fünf Seen Filmfestival 2023
- Nominierung für den Perspektive-Spielfilmpreis[30]

Internationales Filmfest Emden-Norderney 2023
- Auszeichnung mit dem Creative Energy Award
- Nominierung für den NDR-Filmpreis für den Nachwuchs
- Nominierung für den Bernhard-Wicki-Preis[31][32][33][34]

International Film Festival Rotterdam 2023
- Nominierung im Tiger Competition[13][2]

Ljubljana International Film Festival 2023
- Nominierung als Bester Spielfilm in der Sektion Perspektives[35]

Locarno Film Festival 2022
- Auszeichnung mit dem First Look Award in der Sektion von Locarno Pro (Lukas Nathrath, Sebastian Jakob Doppelbauer und Linus Günther)[36]

Preis der deutschen Filmkritik 2024
- Nominierung als Bestes Spielfilmdebüt
- Nominierung für die Beste Montage (Silke Olthoff)[37]

Valladolid International Film Festival 2023
- Nominierung als Bester Spielfilm in der Reihe Punto de Encuentro[38]
- Auszeichnung mit dem Preis der Jungen Jury[39][40]